# Енис дел Мар
Енис Дел Мар (engl. Ennis Del Mar) филмски лик инспирисан је личношћу из приче Планина Броукбек Ени Пру (engl. Annie Proulx). У улози Ениса Дел Мара у филму Планина Броукбек био је Хит Леџер, и за њу био номинован за Оскар за најбољег главног глумца.

## О лику
Ениса Дел Мара је Ени Пру описала као збуњеног ранчера из Вајоминга. Збуњеног јер се он у једном тренутку нашао у ситуацији на коју никада није ни помислио, и што је осетио љубав коју до тада није разумевао и коју је осуђивао. Он је још један младић ког је мит о каубоју преварио и довео у планине да чува стоку. Енис је повучен и нерадо показује емоције. То се највише види у његовом односу према Џеку. Када му овај предложи да живе заједно, он, готово постиђен, то одбија и говори да то не може да буде. Једна мистерија која га окружује (као и Џека) јесте његова права сексуална оријентација, јер остварује јаке емоционалне и сексуалне везе, како са Џеком тако и са супругом Алмом и девојком Кејси. Неки критичари сматрају да је био хомосексуалац, док други мисле да је волео и жене и мушкарце. Трећи пак кажу да је био бисексуалац који је више волео жене. Сам Хит Леџер изјавио је да то није питање сексуалне оријентације и да она није битна, већ да се ради о две људске душе које су се зближиле.